# Ardencaplefjord
De Ardencaplefjord is een fjord in het Nationaal park Noordoost-Groenland in het oosten van Groenland.
De fjord is vernoemd naar kasteel Ardencaple.

## Geografie
De fjord heeft een lengte van ongeveer 50 kilometer en is noordwest-zuidoost georiënteerd. In het zuidoosten mondt de fjord uit in het noordwesten van de Hochstetterbaai. Aan de monding van de fjord bevindt zich aan de noordoostzijde eerst een baai, waardoor de monding ongeveer drie keer zo breed is als het noordelijker deel van de fjord. In het noordwesten splitst de baai zich in twee takken: een brede tak richting het noordwesten in het verlengde van de Ardencaplefjord met de naam Bredefjord en een smallere tak richting het westen met de naam Smallefjord.
Ten noorden van de fjord ligt het Koningin Margrethe II-land, ten noordoosten het Hochstetter Forland en ten zuidwesten het C.H. Ostenfeldland.